# Flughafen Florenz

i7
i11
i13
Der Flughafen Florenz (italienisch Aeroporto di Firenze-Peretola “Amerigo Vespucci”; IATA-Code: FLR, ICAO-Code: LIRQ) ist ein italienischer Verkehrsflughafen bei Florenz. Da er für die Bedürfnisse der Hauptstadt der Toskana von vielen als zu klein eingestuft wurde, stellte der Flughafenbetreiber 2009 Pläne für den Neubau eines modernen Terminals vor, dessen erste Module 2012 den Betrieb aufnahmen. Nach sehr langen Debatten beschloss man 2014 den Bau einer neuen Start- und Landebahn.

## Verkehrsanbindung
Der vier Kilometer nordwestlich der Innenstadt gelegene Flughafen ist per Linienbus mit dem Bahnhof Firenze Santa Maria Novella verbunden (Vola in Bus). Der Bus verkehrt tagsüber alle 30 Minuten. Der Flughafen ist zu Fuß nur zu erreichen, wenn man eine zweispurige Straße ohne Fußgängerüberweg überquert. SITA bietet einen Shuttlebus zum Hauptbahnhof.
Die Linie 2 der Straßenbahn Florenz verbindet seit Februar 2019 den Flughafen mit dem Hauptbahnhof und der historischen Altstadt. Die Fahrtzeit zum Hauptbahnhof beträgt ca. 20 Minuten. Geplant war ursprünglich ein Probebetrieb ab Herbst 2016 und die Eröffnung im Jahre 2017.

## Geschichte
Ein erster Flugplatz wurde im Jahr 1910 im Stadtteil Campo di Marte (Marsfeld) eingerichtet – ein Areal, das heute als Fußballplatz genutzt wird. Als dieser in den 1920er Jahren den Anforderungen nicht mehr genügte, begann man 1928 mit einem Neubau zwischen Florenz und Sesto Fiorentino. Der neue Flughafen Florenz-Peretola wurde Anfang der 1930er Jahre in Betrieb genommen und in den folgenden Jahren noch ausgebaut.

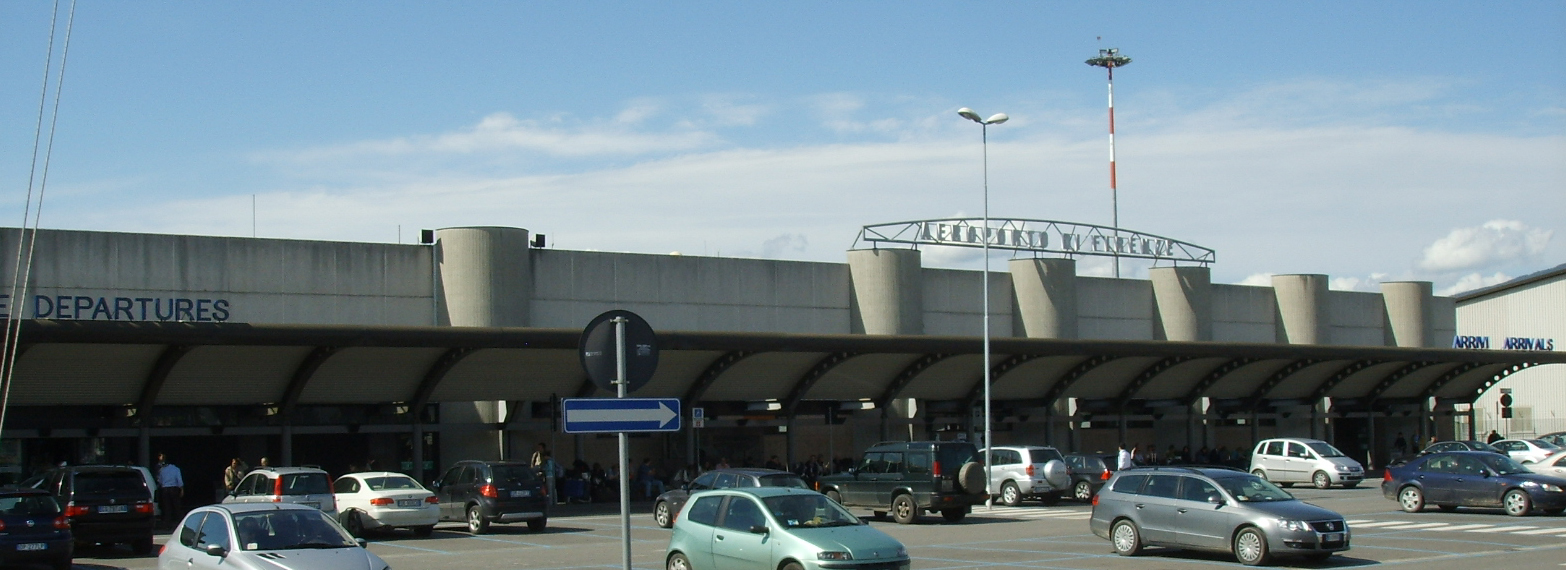
Terminal

1939 eröffnete man eine 1000 Meter lange Asphaltpiste. In den 1950er Jahren bot Alitalia erstmals Linienflüge nach Rom, Venedig und Mailand an. Die Flughafenbetriebsgesellschaft Aeroporto di Firenze S.p.A. wurde 1984 gegründet. In jenem Jahr begannen auch große Ausbauarbeiten: Die Start- und Landebahn 05/23 wurde auf 1400 Meter verlängert, moderne Navigationsanlagen wurden eingerichtet und das Terminal um- und ausgebaut. Im Jahr 1990 benannte man den Flughafen nach dem florentinischen Seefahrer und Entdecker Amerigo Vespucci. Der Ausbau des Flughafens wurde auch in den 1990er Jahren fortgeführt. Im Jahr 2001 erhielt die Anlage eine EN-ISO-9001/2000-Zertifizierung.
Im Sommer des Jahres 2012 wurde ein erster Teil des neuen Terminal 2 eröffnet. Dabei handelt es sich um einen Check-in-Bereich mit 40 Schaltern im ersten Stock des neuen Gebäudes.
Da die 1750 Meter lange Start- und Landebahn 05/23 nur von Flugzeugen bis zur Größe der Typen Boeing 737-700 und Airbus A319 angeflogen werden kann, gab es lange Zeit Vorschläge für den Bau einer neuen, 2000 Meter langen Bahn parallel zur Autobahn A11. Nach zum Teil erbittert geführten Diskussionen konnte 2014 der Bau der neuen Piste 12/30 definitiv beschlossen werden. Im Zug dieser Verlegung der Start- und Landebahn sollte auch eine Umgestaltung und Erweiterung des Vorfeldes erfolgen. Im Sommer 2016 wurden die Pläne durch das regionale Verwaltungsgericht gestoppt.

## Fluggesellschaften und Ziele
Florenz ist seit Dezember 2012 eine von zwölf Basen von Vueling, die von hier acht Ziele anfliegt.
Verbindungen mit europäischen Hauptstädten bieten etliche klassische Fluggesellschaften an. Aus dem deutschsprachigen Raum werden Flüge nach Florenz von Düsseldorf, Frankfurt, München, Hamburg, Zürich und Wien aus angeboten. 
Wegen der erwähnten, relativ kleinen Ausmaße des Flughafens Florenz wickelt der Flughafen Pisa einen Großteil des kommerziellen Flugverkehrs in der Toskana ab.

## Zwischenfälle
- Am 30. Juli 1997 setzte eine ATR-42 der Air Littoral (Luftfahrzeugkennzeichen F-GPYE) bei der Landung auf dem Flughafen Florenz deutlich zu spät und zu schnell auf. Sie überrollte das Ende der nur 1030 m kurzen verfügbaren Landestrecke und prallte gegen die Böschung der angrenzenden Autobahn. Einer der Piloten wurde getötet, die anderen 16 Insassen überlebten (siehe auch Air-Littoral-Flug 701).[8]